# Загублене місто Z
«Загублене місто Z» (англ. «The Lost City of Z») — американський пригодницький фантастичний біографічний фільм сценариста та режисера Джеймса Грея, що базується на однойменній книзі 2009 року письменника Девіда Гранна. У головних ролях знялись Чарлі Ганнем, Роберт Паттінсон і Сієна Міллер.
Прем'єра фільму в Україні відбулась 11 травня 2017 року.

## Синопсис
Фільм розповість історію полковника Персі Фосетта, який виявляє у джунглях Амазонки докази існування розвинутої цивілізації, що колись населяла місцевість. Висміяний науковцями, він, за підтримки дружини, сина та ад'ютанта, вкотре повертається у джунглі, щоб довести свою правоту і знайти загублене місто Z.

## У ролях
- Чарлі Ганнем — полковник Персі Фосетт
- Роберт Паттінсон — капрал Генрі Остін
- Сієна Міллер — Ніна Фосетт, дружина Персі
- Том Голланд — Джек Фосетт, старший син Персі
- Єн Макдермід — сер Джордж Таубман Голді
- Едвард Ешлі — капрал Артур Менлі
- Енгус Макфедєн — Джеймс Мюррей
- Франко Неро — Барон де Гондоріс
- Гаррі Меллінг — Вільям Барклай
- Деніел Гаттлстоун — Браян Фосетт, молодший син Персі

## Критика
«Загублене місто Z» отримав схвальні відгуки кінокритиків. На агрегаторі відгуків Rotten Tomatoes фільм має рейтинг 87 %, оснований на 15 рецензіях, та середню оцінку 7,9/10. На сайті Metacritic має середній бал 79 зі 100 (базується на 9 відгуках).